# ヴァンツァー
ヴァンツァー（ヴァンダー・パンツァー、Wander Panzer、英字略WAP）は 、スクウェア・エニックスのコンピュータゲーム『フロントミッション』シリーズに登場する架空の機動兵器の名称。

## 歴史
2020年、E.C.ドイツ連邦共和国ヴァレンシュタイン大学のミハイル・ランドルト教授が発明したアクチュエーターが全ての始まりである。化学反応によって硬軟化する特殊素材を応用した可動調整装置は各方面で大きな反響を呼ぶ。
WAP自体の歴史は2025年、ランドルト教授に資金援助をしていたシュネッケ社が開発した試作機、WAW（ヴァンダー・ヴァーゲン、Wander Wagen）に端を発する。ただし、性能は従来のものより低く、資金面から開発は難航した。翌年には地雷処理用作業車両開発を依頼されていたディアブルアビオニクス社がWAW技術という点からシュネッケに協力を依頼し、了解を得たため、資金援助を開始する。これに対し、取り残されることを恐れたO.C.U.側もリードを取りたいとして、開発参加を表明し、ジェイドメタル社、詳細は不明だが、次いでE.C.イギリスのセンダー社が参入している。
翌年、2027年にパロット（独語ではパパガイ、意は「オウム」）と命名された試作機が完成。過剰と言えるほどの性能を示す。反面、後述の問題により、機体が非常に高価なものになってしまい、開発は停滞する。
開発当初はアクチュエーターと機体制御を行うCOMの搭載による高額な機体価格が問題視されたが、2029年にディアブルアビオニクス社が提示したMULS規格により問題は解消される。シュネッケとディアブルアビオニクスは現在の規格を戦闘用WAW専用とすることを決め、2040年参入各社との協力のもと、MULS-P(Multi Unit Link System-Panzer)規格を開発。従来の規格との互換性を保ちつつ、機体サイズを25%大型化、出力も40%向上した。また軍事利用に対応するために両肩と背中に兵装用ハードポイントを設け、両手に武器が携行できるようCOMの規格も変更された。MULS-P規格の機体には従来のWAWとの区別のためにヴァンダー・パンツァーの名称が与えられた。

### シケイダ
| シケイダ(WAP-01 Cicada) | シケイダ(WAP-01 Cicada)                                                                                           |
| ----------------------- | --- |
| メーカー                | シュネッケ(E.C.ドイツ) ディアブルアビオニクス(U.S.N.) センダー(E.C.イギリス) ジェイドメタル(O.C.U.オーストラリア) |
| 固定武装                | なし |
| 携帯火器                | MULS規格適応品 |
| 主要搭乗者              | ツェルベルスガード                                                                                                |

アフリカ紛争末期に実戦投入されたWAWだが、性格は後のWAPに近く史上初のWAPと呼称される。完成自体はMULS規格発表と同時の2029年であり、同時にU.S.N.に97機、E.C.ドイツに15機実戦配備されている。
シュネッケ社のボディパーツ、ディアブルアビオニクス社のアームパーツ、センダー社のレッグパーツ、ジェイドメタル社のCOMパーツと各社が得意とする部門での共同開発体制が取られ、後の時代では見られることの無い多国籍開発兵器が完成することになる。これを皮切りにWAWの兵器化は進み、「MULS」規格を戦闘仕様に共通化した新規格「MULS-P」規格が誕生。後のWAPの歴史へと繋がる。
当のシケイダは脚部を担当したセンダー社がWAP化を進め、第2次ハフマン紛争期に後継機を生み出している。外観的にはバケツのような円筒状頭部が特徴。
シケイダ改(WAP-01R CicadaR)
アフリカ紛争時、大量に出回った密造WAP。俗に言う黒シケイダである。正規品をも上回る性能を有し、しかも安価であった。
アフリカ紛争の後、シケイダの全権利はセンダー社が勝ち取った。

## 特徴・スペック
最大の特徴であるMULS-P規格は機体を胴、腕（右/左）、脚、COMにブロック化した上で分割、規格化し、メーカーを問わず、どんな組み合わせであれ稼動することを目的としている。よって、それに則った互換によるメンテナンスの平易さ、汎用性の高さを特長とする。腕部パーツは通常兵器を装備するマニピュレーターの他に装弾数/火力に優れた武器腕への換装が可能である。また脚部パーツの交換により、2足歩行、4足歩行、クローラー、車両形態など様々な地形条件に適応できる。また足裏に装備されるライドホイールによるローラーダッシュなども可能であり、従来の兵器の枠組みに囚われない柔軟な運用が出来る。また、一部WAPを除き搭乗員は1名のみと省力化が進められており、非常時にはブロック化されたコクピットが射出される仕組みとなっているため生存率は既存兵器に比べ高められている。
WAPの台頭により、対WAPとして大型機動兵器という新たなカテゴリの兵器を登場させることとなる。
WAPはその対空能力の高さから既存兵器であるヘリの対処は可能だが、平地における対戦車戦は不利。隠密戦や電撃戦は得意とするが、正面からの撃ち合いでは必ずしも優位には立てないのである。
全長6m（平均）、重量25t（平均）。2010年に実用化された半永久機関（いわゆる第二種永久機関に近づいた機関）を駆動に利用しており、長期間の単独行動も可能とする。WAW時代より引き続き採用されたこの機関は、アクチュエーター用電力の蓄積、供給を行うバッテリー、バッテリー充電用に発電を行うジェネレーター、燃料の消費によりジェネレーターを駆動させるエンジンの三種が有機的に繋がりあい、天然ガスやバッテリーなどを併用した機構である。また、化学反応によって急速に硬化、軟化する金属を利用したアクチュエーターを全身300箇所以上に装備しており、コンセプトである「人間と同じ動作をする機械」の役割を果たしている。

### ハード面の進歩
当初WAPはジェイドメタル社のゼニスをはじめとして機動性に特化した機体が多かったが、ディアブルアビオニクス社のフロストの大ヒットを受け、重装甲と積載量の強化を狙った機体開発も進められていくこととなる。また、第2次ハフマン紛争以降は多様なバックパックの装備に合わせ、偵察や対電子戦に特化した仕様の機体開発が進められている。技術力と競争力の面から脱落していく企業が少なくない一方、新規参入も絶えず、そこには癒着に関する噂が絶えない。
ともあれメーカー間の開発競争は激しく、紛争以前は既存兵器の陰に隠れる形であったWAPが次第に戦略の中心に成り代わっていく様子がわかる。基本的には陸上兵器だが、2112年に到るまでには一部機種では水中戦や宇宙での活動を視野に入れたWAPの開発も進められている。
反面、取り回しの平易さから型落ち品や軍からの流出品もしくは鹵獲品等が闇市場に出回るなど問題となっている。現に主人公が正規軍もしくはそれに準ずる機関に所属している『4th』（ECサイド）『5th』等では装備品は概ね支給品で統一されているが、他のタイトルでは必ずしもそうであるとは限らない。WAPは安易にテロリストや犯罪組織の戦力になるなど問題となっている。
また、量産兵器としての側面が強いWAP産業であるが、既に第2次ハフマン紛争時には一部エースパイロット向けに性能を押し上げたアドバンスドモデルが支給されている。また、極一部を対象に専用機も生産されている。各国軍はWAPに対し、割と鷹揚に予算を取っているようで、O.C.U.では戦績に応じた装備支給、クリップカード等のような制度を設けている。また、軍内外を問わず、改造は盛んであり、民間でも闘技場やWAPスポーツは盛況である。

### ソフト面の進歩
WAPの操縦は人間だけで出来るものではなく、COMの援護による機体制御や経験の蓄積によるCOM性能の向上により成り立つ。『4th』時では優秀なパイロットの動作が既にCOMに組み込まれている体制が既に整っており、パイロットの経験を学習する機能を搭載した霧島重工のグアナコにもそれを見ることが出来る。
従来の兵器に比べ、パイロットの経験・能力がより密接となっている故に、COMとパイロットを強く結びつける発想が生まれた。それをより強く実現したものとしてバイオニューラルデバイス(BD)が挙げられる。BDでは複数のアプローチが生まれ、熟練したパイロットの能力をそのままに再現、果てにはCOMとパイロットの融合という領域にまで踏み入れている。これらの技術は人道に反するものであり、世間に暴露された後は禁止されたが、COMと人間の連動という発想自体は後のCOM開発を大きく発展させている。
違った発想として、人工知能による無人兵器として、フェンリルのような搭乗者を必要としないものも存在する。ただし、その後のWAP無人化に到る流れは主流にはなっておらず、一部警備用や訓練用に見られる簡単な自動制御や遠隔操作のみとなっている。
COMでなく、搭乗者の性能という点では、バイオニューラルデバイスの発展形S型パイロットとイマジナリーナンバーがある。この二者は従来の兵士を越える能力を有する。

## WAP対応兵器
大別して、ハンドウェポンとショルダーウェポンの2種となる。ハンドウェポンは基本的に歩兵用品を巨大化したような構造であり、威力や重量を除いては機能も大差ない。なお、記する射程については『FMO』準拠とする。資料によっては同一名で複数の武器種に属するものが存在するが、併記。時系列に沿って体系付け、システムは参考程度に解説するものとする。

### 格闘用武器
前身であるWAWは機動力の問題から格闘戦は不能であった。
ナックル
『2nd』より登場。主に拳部に装備するメリケンサック状の物のことを指すが、『3rd』以前ではPB及びRDを内包する概念であるので注意。軽量であるため、鈍重なミサイラータイプの自衛用としてよく使用される。反面、有効範囲が狭く、牽制にしか使用できないのが難点。
『2nd』において、シュネッケ社とレオノーラ・エンタープライズ社間に開発競争が起こるが、その中でパペールが突如参入。最後にトロー社がキーンセイバーを投入することで終局を迎えた。FMでの略称は「KN」
主な製品：ボーンバスター・シリーズ、アイアンランプ・シリーズ、○○式（○内は数字）打手等
パイルバンカー
『3rd』より登場するが、従来のナックルの中に似たコンセプトで設計されたものも存在する。特に一撃必殺のイメージが強い。FMでの略称は「PB」
主な製品：プレスニードル・シリーズ、ラストステイク・シリーズ等
ロッド
『1ST』より登場。剣型やハンマー型など多様な形状が存在するが、それらは全て重量で敵を粉砕する柄付きの格闘武器であり、本項ではそれらの総称としてロッドと呼称する。格闘用武器としては有効範囲が広いものの、10m程度への接近が望ましい。FMでの略称は「RD」だが、ローラーダッシュの略称も同様となっている。
主な製品：アゴーニ・シリーズ、クルセイダー・シリーズ等
内蔵格闘機構
『1ST』より登場。後述の武器内蔵腕とは別。脆弱なマニピュレーターを格闘に使用することに関して疑問の声が大きかった。『3rd』以降は、ほぼ対人用の脅し程度の威力しか持ち合わせてはいない。一応は衝撃を緩和するよう設計されていたようだが、他の武器や格闘戦に対応した武器腕に道を譲ることとなった。
主な製品：レイブンクロー

### 近距離用火器
ハンドガン
『FA』に登場。地雷処理用作業車両だったWAWが実戦投入された際に急遽用意したもの。ブラッドハウンドやヴァーゲのような初期のWAWが装備していたが、歩兵相手にはともかく相手がWAWなどの装甲兵器になると効果が薄く、効果的とは言いがたかった。そのため、WAPが普及し始めた頃には姿を消している。
なお、後の第2次ハフマン紛争期（『FMO』）に数種が確認されている。なお、『FMO』以前ではマシンガンのカテゴリーとされていた。
主な製品：PAP・シリーズ等
マシンガン
制圧力に優れ、アサルト仕様の標準武器として君臨している。最大有効射程は200m〜300m程度。WAP用兵装としても非常にスタンダードであり、各企業ごとに様々な機種が販売されている。手持ち、肩装備、ボディ内蔵と、装備のタイプも様々。手持ち以外は『2nd』より登場。中身は航空機や対空用に開発された機関砲と思われ、口径は20〜40mm程度と考えられる。FMでの略称は「MG」。
主な製品：アールアッソー・シリーズ、ラプター・シリーズ、クローニク・シリーズ、レオソシアル・シリーズ等
ショットガン
散弾を散布する火器。近距離での命中性能が高く、また至近距離での集弾性に優れる。最大有効射程は150m〜220m程度。霧島重工やパペール社が開発を得意としている。FMでの略称は「SG」。
主な製品：霧島50式・シリーズ、ゲイル・シリーズ、ジリーノ・シリーズ、衝塔3型・衝都2型等
火炎放射器
他の火器と比較して射程は短く、主目的は高熱による内部のパイロットの殺傷、もしくは駆動システム・電子機器の破壊にある。主に支援ポッドやジャマー用のサブウェポンなどで使用された（『2nd』『5th』）が、その特性を伸ばし、高威力を達成したタイプも存在する。
ディアブルアビオニクス社が開発を得意とし、ジェイドメタル・ライマン社がそれに挑むも、後に撤退。FMでの略称は「FL」。
主な製品：ヒートラット・シリーズ、ファイアアント・シリーズ等

### 中距離用火器
『4th』以降のシリーズでは、中距離用火器には両手持ちが望まれるようになった。 
ライフル
大別して、連射可能なアサルトライフル(ARF)と単発のスナイパーライフル(SRF)の2種が存在する。それぞれ、前衛の援護を行うアサルトライフルと単独での支援を行う狙撃銃。WAP用としての口径は最大70〜90mm程度。前者の最大有効射程は400m〜500m程度で、後者は600m〜800m程度。FMでの略称は「RF」。『2nd』までは単発・近距離用の兵装であった。
主な製品：グロウタスク・シリーズ、ウィニー・シリーズ、ツィーゲ
バズーカ
口径の割に低反動で高い威力を誇るが、視認後からでも回避が間に合うなど弾速が遅い。そのためアサルトの突撃に対する援護として接近しての使用が求められる。最大有効射程は300m〜400m程度。FMでの略称は「BZ」。
主な製品：ボア・シリーズ、グノーツ・シリーズ、バニッシュ・シリーズ等
キャノン
ライフルより大口径で砲身が長く近接攻撃も間接攻撃も共に可能。WAP用として肩装備と手装備の両方が存在する。肩装備のものは『2nd』より登場。強烈な反動をWAPの腕部ほど強靭ではないショルダーユニットで制御しなければならないためか、開発するのが難しく、各社間でコピー品が出回ったことでも知られる。口径は100〜150mm程度で、現代の火砲、榴弾砲をWAP用に直したものと考えるとわかりやすい。戦車や大型機動兵器の固定兵装にもなっており、特に大型機動兵器用のものはWAP用よりも口径が大きい。FMでの略称は「CN」。
主な製品：コメット、デルタ（腕キャノン）、ブラスタ・シリーズ（肩キャノン）
オートキャノン
『2nd』に登場。連射可能なキャノン、というより大口径化したマシンガンであり、両方の特質を併せ持っている。必然的に巨大化するためWAP兵装としては存在しないが、大型機動兵器や装甲車両に搭載される固定兵装となっている。これも遠近両用可能。FMでの略称は「AC」。
ガトリングガン
FMでの略称は「GG」。多銃身のマシンガンを指すこともあるので、中距離用として設定されている作品は『5th』『FMO』のみ。その他の作品ではMGのカテゴリに属している。マシンガンと同様、口径は20〜40mm程度。
主な製品：FV・シリーズ、ウーラン・シリーズ、レオスタン・シリーズ等
ハンドグレネード
『1ST』『2089』『2089-II』に登場。バズーカ同様のタイプの他、『4th』では使い捨てタイプのWAP用手榴弾も確認されている。
主な製品：RIM・シリーズ

### 長距離用火器
ショルダーウェポン
ミサイル
目標を追尾するための誘導装置、用途別に種類の異なる弾頭と、燃料によって飛翔する推進機関によって構成される攻撃兵器。威力と命中率は高いが弾数は少なめ。WAP以外にも様々な兵器に搭載されている。WAPの対電子及び回避性能は高いため、ミサイルとはいえ長距離からの援護にはセンサーによる誘導が求められるとされる。FMでの略称は「MS」。
主な製品：ドンキー・シリーズ、ピズ・シリーズ、マジックボックス・シリーズ等
対空ミサイル
ヘリなどを攻撃するための対空ミサイル。空中目標に対して効果を発揮する。
主な製品：エアヴィルト・シリーズ等
ショルダーグレネード
標的に対して放物線を描いて飛んでいき、爆発と共に破片を撒き散らして敵を攻撃する。広範囲にダメージを与えられ、爆発の範囲内にいる複数の敵を攻撃できるために火力は高いが、『FMO』ではリロード時間が長めになっているのが欠点。FMでの略称は「GR」。
主な製品：サンダーボルト・シリーズ、スキュア・シリーズ等
ロケット
構造的にはミサイルと同じだが誘導装置がなく、代わりに連射する事が出来る。対空ミサイルと同様に対空ロケットも存在する。FMでの略称は「RK」。
主な製品：ガルヴァドス・シリーズ、イーグレット・シリーズ等

バックウェポン
『FA』に登場。WAW背部のハードポイントに背負った火器であるが、後のWAP時代でショルダーウェポンに道を譲ることとなる。
ボルトオン
『FA』に登場。WAW背部のハードポイントに搭載するオプション装備。後のWAP時代でバックパックに道を譲ることとなる。主に予備弾倉、対空機銃、ナイトスコープ、FCS等がある。
電磁兵器
多くはFM世界で敬遠されがちな兵器である。『3rd』の時代（2112年）でも一部艦艇に装備されるほか、陸戦用兵器への搭載が模索されている段階で、実弾兵器の株を奪うまでにはなっていない。使用に当たっての電力消費の膨大さと小型化に手間取っている点がネックとされる。世界観の異なる『GH』ではヴァンツァー用レーザーや、大型艦船用のプラズマ砲が実用化されているが、ここでは解説しない。
粒子砲
FM内の歴史という意味では、『FA』の大型WAWウラガンが搭載し、また劇中のキーワードでもあったザーフトラ共和国製の粒子兵器、サリシャガン・ライフルが初出である。これは厳密にいうとビームではなく、高出力のマイクロ波を放射する兵器であり、単体でも使用する事は可能だが、本来は二方向から放射したマイクロ波の交点にプラズマ反応を発生させるもので、マイクロ波さえ透過すれば装甲も無効となるという代物だった。
正確な意味でのビーム兵器はその後暫く登場せず、『3rd』において、各方面で試験が進められているが、車両や大型機動兵器への搭載に留まっており、WAP搭載することへの成算は立っていない。ただし試作段階ではあるがイグチ社の試作WAP、112式法春が携帯火器として装備することに成功している。
主な製品：基本粒子砲、強粒子砲等
レールガン
WAP黎明期であるアフリカ紛争時に31式甲型レールキャノンが実戦投入。ジェイドメタル社のWAW、パペール社のレールガン、ヤギサワ重工のホバーと複数の企業体による合作である3機のWAWは戦場において合体することによってキャノン砲となる。
紛争時には他に数種のビーム兵器が試作されているが、コスト面での問題などの理由により、その後見られる機会は少なく、後にグリムニルと交戦（『5th』(2112)）の際、確認されている程度である。
主な製品：81式電磁砲等
プラズマ
上記のサリシャガン・ライフルは、本来の用途で使用すればプラズマ反応を発生させるため、プラズマ砲といえない事もない。プラズマそのものを発射するという兵器は存在していない。

### 武器内蔵腕
マニピュレーターや姿勢制御には高度な技術が必要なため、後発のメーカーはそれらの技術がいらず、単純に火器の性能が評価される特殊腕に開発を注視する傾向がある。これらの代表はヴェルダ社や初期のサカタインダストリィ等。
格闘内蔵腕
格闘戦を行うため腕部が相手に打撃を与える形状を取ったもの。マニピュレーターではないので武器の装備は不可能。
主な製品：レイブンクロー、ダスラークロウ等
射撃武器内蔵腕
コストを抑えるためにマニピュレーターの代わりとして搭載しているものと、局地特化用に製作された二つのタイプがある。
主な製品：ガストアーム、65式アーム、テラーンアーム等
複数火器内蔵腕
複数の武器を搭載したもの。射撃武器＋支援火器という組み合わせが多く、総合的な火力強化が望める。重量と弾薬の少なさが欠点。
主な製品：ヴァンパイア、スプリガン等

### シールド
腕シールド
主な製品：SN・シリーズ、ファイアウォール等
肩シールド
主な製品：WS・シリーズ
基本的にはどちらも単なる装甲の板で、敵の攻撃の射線に割り込ませる事で本体を防御する用途で使われる。シリーズで最古の出来事である『FA』の時代から登場している。
武器内蔵シールド
シールドに武器が内蔵されている。メインは防御だが、いざとなれば攻撃もできる。
ドルドラム・シリーズ、スコール・シリーズ、WSM ・シリーズ

### バックパック
元来、出力や積載アイテムを増やす役割を持っていたが、『4th』以降、それぞれの役割に特化したバックパックが登場した。
ターボ
WAPの出力を高め、機動力や積載量を増やす。アイテムを少量搭載できるものや、追加出力に特化した種類がある。
アイテム
リペア等の支援アイテムを搭載することのできるバックパック。シリーズによってはターボ機能を有するものもある。
リペア
機体の耐久力回復、修理、状態異常の回復を行うメカニック用のバックパック。『1ST』ではRiffバックパック、『2nd』では支援ポッドが肩代わりしている。
センサー
ミサイルの長距離誘導を行う。レーダー感知、ソナー感知二つのタイプがある。
EMP(ECM)
電子妨害で相手にシステムダウン、武器障害、移動障害等の状態異常を与えるバックパック。
敵ミサイルの誘導解除を有するものもあるが、『FMO』ではECMバックパックとして分類されている。
ステルス
『FMO』のみ登場。レーダー、ソナー、光学の3つのタイプがある。
ラジオ
自軍航空機に爆撃、防御、補給、サルベージ等の支援要請を行うバックパック。
ジェットパック
一時的な高速走行や滑空を可能にするバックパック。

### その他周辺機器及び既存兵器との発展
戦車
1916年の誕生以来200年近くを経た戦車は、現在に比べて構造自体は変わっていない。WAPに比べると火力と装甲で勝っており、市街戦ではWAPに分があるが、遮蔽物のない、真正面から撃ち合うような戦闘では戦車に軍配が上がる。また、技術躍進の成果もあって、WAPより安価に製造する事が可能となっている。
主な製品：BT-02 クアラベ等
ヘリ
地形に左右されない戦闘ヘリは、WAPにとっても充分な脅威となる。そのため、WAPは広い射界と優秀なアビオニクスによる高い対空能力を有する事になった。
また、一部の軍では大型のスリングヘリに複数のWAPを吊り下げ、輸送する等といった事も行われている。
主な製品：ハーン・シリーズ等
航空機
WAP運用において航空支援は重要であり、例としてあげるならE.C.陸上新戦術研究機関“デュランダル”は最大6機までWAPを格納できる航空機を保有しており、装備を変更することで簡易的な支援を行うなどした。ステルス技術も躍進しており、ザーフトラ空挺部隊の保有する航空機はE.C.防空網をすり抜けるだけの性能を有した。
シリーズ劇中では戦闘機・輸送機の区分無くVTOL機が主流であり、必武が注目を集めるなどした。航空機メーカーとしてはセンダー社等が有名であり、同社は空挺に適したWAP開発を行っている。
主な製品：ケールー・シリーズ等
輸送車
WAP運用を行う上で、自走して現地に赴くことは稀である。U.S.N.が保有する標準的な輸送車の場合、寝かせた状態で最大3機まで格納することが出来る。また、大漢中では民間のトレーラーに擬装して敵地においてWAPを展開させた例がある。
潜水艦
WAP部隊を秘密裏に移動させる手段として用いられる。また、一部では魚雷やミサイルの弾頭をWAPを搭載可能なカプセルに変え、敵地へ射出する戦法も用いられている。
揚陸艦
構造自体は現代の上陸用舟艇と大差ないが、WAP運用に当たってはより大型化されたものが使われる。
支援ポッド
2093年、霧島重工が開発した歩行車両。全長はWAPの半分の3m程度で、ブロック規格も適用されていない。WAPの機能の多くが省略されているが、安価さが特徴で、主に第三国に輸出されたベストセラーとなった。主に補給や整備用として運用され、戦闘用ではないが、自衛用に軽量な機銃程度の装備なら可能。
主な製品：SP10・シリーズ等
歩兵用対WAP兵器
関節など脆弱な箇所を狙う対WAP用ライフル等が開発されている。
地雷
対戦車地雷の発展型と思われる。WAPの前身であるWAWは、地雷処理車両として開発されたという経緯があるが、こちらが処理するのは対人地雷である。
スモーク等
WAPの視界を塞いだり、ミサイルの誘導を無力化するべく用いられている。
リペア用品

パイロットスーツ
WAPのコクピットは狭く振動と共に過酷な戦場を隔てるため、パイロットスーツは防御面で耐火性能等に重点をおいて設計。また、火器管制等の用途にヘルメット一体型のバイザーも支給されている。

## 大型機動兵器
ヴァンツァーは既存の兵器の間隙を縫うように発展してきたが、火力・装甲の欠点を埋める兵器の登場が各方面から望まれるようになる。第2次ハフマン紛争時に登場したクリントン型はこのはしりであり、当時は大型ヴァンツァーと呼称された。
本格的に開発が行われるようになったのは紛争以降であり、O.C.U.軍の掲げたヴァンツァーの大型化による火力強化を目的とした「グランドガンポート構想」を受け、ジェイドメタル・ライマン社やセンダー社などが開発に参入した。この時期はそれぞれWAP・戦車の両面からの発展が模索され、それぞれ「多脚型ヴァンツァー」「地上砲艦」が誕生した。火力と装甲の増大に従い、人型からは離れていったもののWAPと並行して開発が進められていった。WAP技術を応用し、バイオニューラルデバイス(BD)に対応した試験機も確認されている通りである。
開発の経緯の中で互換性は失われ、必然的に局地的兵器として発展することになった。その後は様々な用途に従い、拠点防衛/攻略用、指揮用、果ては水上での活動を想定した機種の開発がWAPの発展と歩調を合わすかのように進められている。
アフリカ紛争（WAW黎明期）より似たコンセプトのものは存在する。戦場での応急処置的発想から生まれた兵器「TCK」、山地での踏破力を求めて開発された多脚戦車パウークなどが存在するが、その後いかなる経緯で技術蓄積を進めていったかは不明である。

### 分類
以下の総称が大型機動兵器である。
大型ヴァンツァー
『1ST』の時期はクリントン型に代表されるように多脚型ヴァンツァーを指していたが、後にWAPの形状を保ったままの大型化による火力・装甲強化を狙ったWAPを指すこともある。この代表としてレイブンが挙げられるが、この機体はMULS-P規格外の大型WAPとされるように線引きが難しい。
主な機種 - クリントン型、ゲパルト・シリーズ、ブルータルウルフなど。
多脚戦車
戦車のコンセプトから発展したもの。
主な機種 - パウーク・シリーズ、ジウーク・シリーズなど。
多脚型ヴァンツァー
グランドガンポート構想を受け、ヴァンツァーの発展系として開発された。地形を選ばない多脚を採用し、WAPには搭載不能な火砲や多彩な兵器を持つ。結果WAPの上半身は省略され、蜘蛛のような形状となった。互換性こそ失われたものの火力や装甲においてWAPの及ぶところではなく、指揮官用などで多数配置される。『2nd』に登場する用語。
主な機種 - ティルデン・シリーズなど。
地上砲艦
グランドガンポート構想を受け、戦車の発展系として開発された。従来の戦車を越える大型の機体でありながら、ホバージェットの採用によって高速化を可能とする。また複数の武装の搭載による死角の消失を狙った。そのため主敵はWAPが想定され、多砲塔戦車の愚を避けようとしている。『2nd』に登場する用語。
主な機種 - ゴールトン・シリーズなど。
明確な区分の無いその他の大型機動兵器
主な機種 - 兆竜4型、レトリーバーなど。

## メーカー
メーカー総覧（パーツ・武器開発のみ含む）、参入順（WAPの登場に従ったおおまかな分類）に序列。

### 黎明期
アフリカ紛争時、WAW開発に参入していた企業を指す。参入した企業は全15社とされる。
- ジェイドメタル
- ハイネマンインダストリィ
- ヤギサワ重工
- ディアブルアビオニクス
- シュネッケ
- センダー

### 現行期
第2次ハフマン紛争時、既に参入していた企業を指すが、参入時期は不明瞭。
- レオノーラ・エンタープライズ
- ヴェルダ
- サカタインダストリィ
- ヴィンスジャパン
- ヴィンス
- フレイマン

- ボールドチャレンジ
- ホープライズ
- リムアーズ
- トロー
- バザルト

### 次世代期〜
第2次ハフマン紛争以降、頭角を現した企業を指す。参入時期については以前のものも存在する。
- ヴァンタム
- イグチ
- 霧島重工
- 必武
- パペール

- バリラー農場
- バレストロ
- 上海鋼公司
- 鉄武帝重工公司

### 時期不明
- インターゲーン
- 吉田戦車社
- ドミトーリ公社

## その他
2003年のフロントミッションシリーズ再開に伴って各種設定とともにヴァンツァーの名称が下記のように変更されている。
- Wanderung Panzer → Wander Panzer
- Wanderung Wagen → Wander Wagen

なお、ヴァンツァー・WAWなどの略称には変更はなし。